# Florian Flecker
Florian Flecker (Voitsberg, Austria, 29 de octubre de 1995) es un futbolista austriaco. Juega de extremo en el LASK Linz de la Bundesliga de Austria.

## Estadísticas
Actualizado al último partido disputado el 1 de junio de 2025.
| Club | Div.          | Temporada     | Liga  | Liga  | Copas nacionales(1) | Copas nacionales(1) | Copas internacionales(2) | Copas internacionales(2) | Total | Total |
| Club | Div.          | Temporada     | Part. | Goles | Part.               | Goles               | Part.                    | Goles                    | Part. | Goles |
| --- | ------------- | ------------- | ----- | ----- | ------------------- | ------------------- | ------------------------ | ------------------------ | ----- | ----- |
| Kapfenberger SV · Austria | 2.ª           | 2015-16       | 31    | 3     | 2                   | 0                   | —                        | —                        | 33    | 3     |
| Kapfenberger SV · Austria | 2.ª           | 2016-17       | 35    | 7     | 4                   | 1                   | —                        | —                        | 39    | 8     |
| Kapfenberger SV · Austria | Total club    | Total club    | 66    | 10    | 6                   | 1                   | 0                        | 0                        | 72    | 11    |
| Wolfsberger A. C. · Austria | 1.ª           | 2017-18       | 31    | 1     | 3                   | 0                   | —                        | —                        | 34    | 1     |
| Wolfsberger A. C. · Austria | Total club    | Total club    | 31    | 1     | 3                   | 0                   | 0                        | 0                        | 34    | 1     |
| TSV Hartberg · Austria | 1.ª           | 2018-19       | 32    | 7     | 3                   | 0                   | —                        | —                        | 35    | 7     |
| Unión Berlín · Alemania | 1.ª           | 2019-20       | 0     | 0     | 0                   | 0                   | —                        | —                        | 0     | 0     |
| Unión Berlín · Alemania | Total club    | Total club    | 0     | 0     | 0                   | 0                   | 0                        | 0                        | 0     | 0     |
| Würzburger Kickers · Alemania | 2.ª           | 2020-21       | 9     | 0     | 1                   | 0                   | —                        | —                        | 10    | 0     |
| Würzburger Kickers · Alemania | Total club    | Total club    | 9     | 0     | 1                   | 0                   | 0                        | 0                        | 10    | 0     |
| TSV Hartberg · Austria | 1.ª           | 2020-21       | 15    | 3     | —                   | —                   | —                        | —                        | 15    | 3     |
| TSV Hartberg · Austria | Total club    | Total club    | 47    | 10    | 3                   | 0                   | 0                        | 0                        | 50    | 10    |
| LASK Linz · Austria | 1.ª           | 2021-22       | 30    | 3     | 3                   | 2                   | 10                       | 0                        | 43    | 5     |
| LASK Linz · Austria | 1.ª           | 2022-23       | 26    | 2     | 4                   | 1                   | —                        | —                        | 30    | 3     |
| LASK Linz · Austria | 1.ª           | 2023-24       | 29    | 5     | 4                   | 0                   | 8                        | 1                        | 41    | 6     |
| LASK Linz · Austria | 1.ª           | 2024-25       | 20    | 3     | 2                   | 0                   | 6                        | 1                        | 28    | 4     |
| LASK Linz · Austria | Total club    | Total club    | 105   | 13    | 13                  | 3                   | 24                       | 2                        | 142   | 18    |
| Total carrera | Total carrera | Total carrera | 258   | 34    | 26                  | 4                   | 24                       | 2                        | 308   | 40    |
| (1) Incluye datos de la Copa de Austria y Copa de Alemania. (2) Incluye datos de la Liga Europa de la UEFA y Liga Conferencia de la UEFA. |               |               |       |       |                     |                     |                          |                          |       |       |